# Washington State Ferries

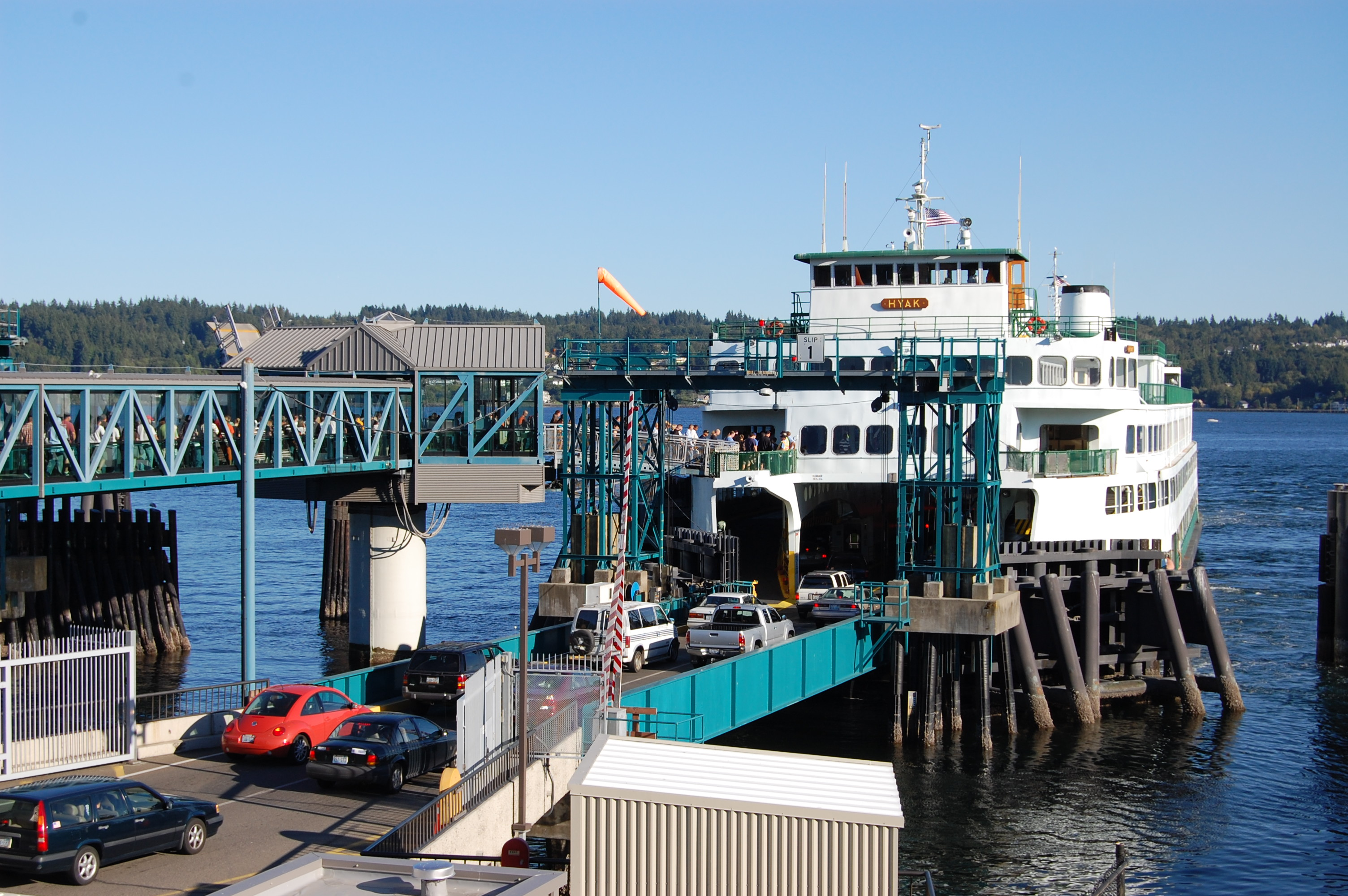
Nalodění cestujících a vozidel na trajekt Hyak

Washington State Ferries je flotila osobních a automobilových trajektů, která obsluhuje oblast Pugetova zálivu a souostroví svatého Jana. Je to největší a nejvyužívanější trajektová flotila ve Spojených státech amerických a třetí největší na světě. Každoročně přepravuje 11 milionů vozidel, což je vůbec nejvíce na světě.

## Flotila
V roce 2011 stát Washington provozuje 21 trajektů v oblasti Pugetovy zátoky. Ty největší mohou přepravovat až 2500 cestujících a 202 vozidel. Barevné schéma je výrazně bílé se zelenými okraji. Podpalubí pro auta má dva východy a můstky aby se auta nemusela otáčet. 
Seznam
- Třída Jumbo Mark II
  - Puyallup
  - Tacoma
  - Wenatchee
- Třída Jumbo
  - Spokane
  - Walla Walla
- Třída Super
  - Elwha
  - Hyak
  - Kaleetan
  - Yakima
- Třída 144 Auto Ferry
  - ve vývoji
- Třída Issaquah 130
  - Cathlamet
  - Chelan
  - Issaquah
  - Kitsap
  - Kittitas
- Třída Issaquah 100
  - Stealth
- Třída Evergreen State
  - Evergreen State
  - Klahowya
  - Tillikum
- Třída Kwa-di Tabil
  - Chetzemoka
  - Salish
  - Kennewick (ve výrobě v Todd Shipyards, v provozu v roce 2012)
- Další lodě
  - Rhododendron (vyřazena ze služby v lednu 2012)
  - Hiyu

## Dráhy
Většina drah, po kterých plují trajekty Washington State Ferries, je z právního hlediska součástí systém státních silnic ve státě Washington.
- Downtown Seattle→Bremerton (Washington State Route 304)
- Downtown Seattle→Bainbridge Island (Washington State Route 305)
- Southworth→Vashonův ostrov→Fauntleroy (Washington State Route 160)
- Point Defiance→Tahlequah (Washington State Route 163)
- Clinton→Mukilteo (Washington State Route 525)
- Edmonds→Kingston (Washington State Route 104)
- Keystone→Port Townsend (Washington State Route 20)
- Anacortes→Lopez Island nebo Shaw Island nebo Orcas Island nebo Friday Harbor nebo Sidney, Britská Kolumbie (sezónně, mezi dubnem a prosincem) (Washington State Route 20 Spur)